# Un científico a la orilla del mar
Un científico a la orilla del mar (A scientists at the shoresea) es un libro de divulgación científica del físico estadounidense James Trefil.

## Contenido del libro
En el libro se exponen los diferentes aspectos del análisis científico del mar. Aborda, entre otros temas, la propagación y clasificación de las ondas mecánicas marinas, su papel en la generación y absorción de los gases atmosféricos, los aerosoles marinos y su importancia en la regulación del clima, entre otros.

## Público
Recomendado para el público en general y también para aquellos estudiantes de secundaria o universidad que quieran orientar su carrera hacia la oceanografía, ya que aborda de forma introductoria los temas afines a esta ciencia.
- Datos: Q16245431